# Tim Mourniac
Tim Mourniac (Vannes, 14 de abril de 1998) es un deportista francés que compite en vela en la clase Nacra 17.
Ganó una medalla de bronce en el Campeonato Europeo de Nacra 17 de 2025. Participó en los Juegos Olímpicos de París 2024, ocupando el quinto lugar en la clase Nacra 17.

## Palmarés internacional
| \| Campeonato Europeo \| Campeonato Europeo \| Campeonato Europeo \| Campeonato Europeo \| \| Año \| Lugar \| Medalla \| Clase \| \| ------------------ \| ------------------ \| ------------------ \| ------------------ \| \| 2025 \| Salónica (Grecia) \| Medalla de bronce \| Nacra 17 \| |                   |                   |          |
| Campeonato Europeo |                   |                   |          |
| Año | Lugar             | Medalla           | Clase    |
| 2025 | Salónica (Grecia) | Medalla de bronce | Nacra 17 |